# Atholus graueri
Atholus graueri är en skalbaggsart som först beskrevs av G. Müller 1944.  Atholus graueri ingår i släktet Atholus och familjen stumpbaggar. Inga underarter finns listade i Catalogue of Life.